# Zsolt Bárányos
Zsolt Bárányos, né à Budapest le 15 décembre 1975, est un joueur de football international hongrois qui joue au poste de milieu de terrain. Il réalise presque toute sa carrière en Hongrie, jouant pour neuf clubs différents en deux décennies.

## Carrière
Zsolt Bárányos est formé au Kispest Honvéd, dont il intègre l'équipe première en 1993. Après cinq saisons, ponctuées par une victoire en Coupe de Hongrie en 1996, il part pour l'étranger et rejoint en 1998 le KFC Lommelse SK, qui évolue en première division belge. Après un an, il repart en Hongrie et signe au Ferencváros TC, un rival historique du Kispest. Il n'y reste qu'une saison puis retourne à Lommel. Il aide le club à remonter en Division 1 mais en mars 2002, le club est mis en faillite et cesse ses activités.
Libre de contrat, Zsolt Bárányos retourne dans son club formateur où il joue encore une saison. À partir de 2003, il change très régulièrement de club, signant douze transferts en dix ans. Il joue au Vasas SC de 2003 à 2004, puis part un an au MATÁV SC Sopron où il remporte sa seconde Coupe de Hongrie, avant de repartir pour une saison au Vasas. Il passe ensuite six mois au Rákospalotai EAC, puis rejoint en janvier 2007 le PAE Asteras Tripolis, où il est champion de deuxième division grecque. Il retourne en Hongrie durant l'été et passe une nouvelle saison au Budapest Honvéd, suivie de six mois au Nyíregyháza Spartacus FC. En janvier 2009, il s'engage au Lombard-Pápa TFC, où il reste jusqu'en juin 2011. Il rejoint ensuite pour la troisième fois le Vasas SC, où il ne passe à nouveau qu'une saison. En juillet 2012, il signe au Szigetszentmiklósi TK, qu'il quitte six mois plus tard pour retourner au Nyíregyháza Spartacus FC, où il finit la saison. En juillet 2013, il rejoint les rangs du Budaörsi SC.

## Palmarès
- 2 fois vainqueur de la Coupe de Hongrie en 1996 avec le Kispest Honvéd et en 2005 avec le MATÁV SC Sopron.

## Statistiques
| Saison                | Club                  | Championnat           | Championnat | Championnat | Coupe nationale | Coupe nationale | Coupe de la Ligue | Coupe de la Ligue | Compétition(s) continentale(s) | Compétition(s) continentale(s) | Compétition(s) continentale(s) | Hongrie | Hongrie | Total | Total |
| Saison                | Club                  | Division              | M.          | B.          | M.              | B.              | M.                | B.                | Comp.                          | M.                             | B.                             | M.      | B.      | M.    | B.    |
| 1993-1994             | Kispest Honvéd        | Nemzeti Bajnokság I   | 2           | 0           | -               | -               | 0                 | 0                 | C1                             | -                              | -                              | 0       | 0       | 2     | 0     |
| 1994-1995             | Kispest Honvéd        | Nemzeti Bajnokság I   | 15          | 3           | -               | -               | 0                 | 0                 | C3                             | -                              | -                              | 0       | 0       | 15    | 3     |
| 1995-1996             | Kispest Honvéd        | Nemzeti Bajnokság I   | 24          | 5           | -               | -               | 0                 | 0                 | -                              | 0                              | 0                              | 0       | 0       | 24    | 5     |
| 1996-1997             | Kispest Honvéd        | Nemzeti Bajnokság I   | 34          | 5           | -               | -               | 0                 | 0                 | C2                             | -                              | -                              | 0       | 0       | 34    | 5     |
| 1997-1998             | Kispest Honvéd        | Nemzeti Bajnokság I   | 30          | 8           | -               | -               | 0                 | 0                 | -                              | 0                              | 0                              | 0       | 0       | 30    | 8     |
| 1998-1999             | KFC Lommelse SK       | Division 1            | 19          | 0           | 1               | 1               | 3                 | 2                 | -                              | 0                              | 0                              | 0       | 0       | 23    | 3     |
| 1999-2000             | Ferencváros TC        | Nemzeti Bajnokság I   | 31          | 9           | -               | -               | 0                 | 0                 | C3                             | -                              | -                              | 0       | 0       | 31    | 9     |
| 2000-2001             | KFC Lommelse SK       | Division 2            | 31          | 12          | 8               | 3               | 0                 | 0                 | -                              | 0                              | 0                              | 0       | 0       | 39    | 15    |
| 2001-2002             | KFC Lommelse SK       | Division 2            | 21          | 7           | 1               | 0               | 0                 | 0                 | -                              | 0                              | 0                              | 3       | 0       | 25    | 7     |
| 2002-2003             | Kispest Honvéd        | Nemzeti Bajnokság I   | 19          | 4           | -               | -               | 0                 | 0                 | -                              | 0                              | 0                              | 0       | 0       | 19    | 4     |
| 2003-2004             | Vasas SC              | Nemzeti Bajnokság I   | 0           | 0           | -               | -               | 0                 | 0                 | -                              | 0                              | 0                              | 0       | 0       | 0     | 0     |
| 2004-2005             | MATÁV SC Sopron       | Nemzeti Bajnokság I   | 28          | 14          | -               | -               | 0                 | 0                 | C4                             | -                              | -                              | 2       | 0       | 30    | 14    |
| 2005-2006             | Vasas SC              | Nemzeti Bajnokság I   | 27          | 5           | -               | -               | 0                 | 0                 | C4                             | -                              | -                              | 1       | 0       | 28    | 5     |
| 2006-2007             | Rákospalotai EAC      | Nemzeti Bajnokság I   | 16          | 2           | -               | -               | 0                 | 0                 | -                              | 0                              | 0                              | 0       | 0       | 16    | 2     |
| 2006-2007             | PAE Asteras Tripolis  | Bêta Ethnikí          | 10          | 3           | -               | -               | 0                 | 0                 | -                              | 0                              | 0                              | 0       | 0       | 10    | 3     |
| 2007-2008             | Budapest Honvéd       | Nemzeti Bajnokság I   | 24          | 7           | -               | -               | 0                 | 0                 | C3                             | -                              | -                              | 0       | 0       | 24    | 7     |
| 2008-2009             | Nyíregyháza SFC       | Nemzeti Bajnokság I   | 15          | 2           | -               | -               | 0                 | 0                 | -                              | 0                              | 0                              | 0       | 0       | 15    | 2     |
| 2008-2009             | Lombard-Pápa TFC      | Nemzeti Bajnokság I   | 14          | 6           | -               | -               | 0                 | 0                 | -                              | 0                              | 0                              | 0       | 0       | 14    | 6     |
| 2009-2010             | Lombard-Pápa TFC      | Nemzeti Bajnokság I   | 29          | 5           | -               | -               | 0                 | 0                 | -                              | 0                              | 0                              | 0       | 0       | 29    | 5     |
| 2010-2011             | Lombard-Pápa TFC      | Nemzeti Bajnokság I   | 29          | 6           | -               | -               | 0                 | 0                 | -                              | 0                              | 0                              | 0       | 0       | 29    | 6     |
| 2011-2012             | Vasas SC              | Nemzeti Bajnokság I   | 29          | 3           | -               | -               | 0                 | 0                 | -                              | 0                              | 0                              | 0       | 0       | 29    | 3     |
| 2012-2013             | Szigetszentmiklósi TK | Nemzeti Bajnokság II  | 6           | 0           | -               | -               | 0                 | 0                 | -                              | 0                              | 0                              | 0       | 0       | 6     | 0     |
| 2012-2013             | Nyíregyháza SFC       | Nemzeti Bajnokság II  | 13          | 1           | -               | -               | 0                 | 0                 | -                              | 0                              | 0                              | 0       | 0       | 13    | 1     |
| 2013-2014             | Budaörsi SC           | Nemzeti Bajnokság II  | -           | -           | -               | -               | 0                 | 0                 | -                              | 0                              | 0                              | 0       | 0       | 0     | 0     |
| Total sur la carrière | Total sur la carrière | Total sur la carrière | 466         | 107         | 10              | 4               | 3                 | 2                 | -                              | -                              | -                              | 6       | 0       | 485   | 113   |

## Sélections internationales
Zsolt Bárányos joue six rencontres avec l'équipe nationale hongroise entre 2002 et 2005.
Le tableau ci-dessous reprend toutes les sélections de Zsolt Bárányos. Le score de la Hongrie est indiqué en gras.
| Date       | Compétition                                  | Adversaire | Lieu      | Score | Remarque |
| ---------- | -------------------------------------------- | ---------- | --------- | ----- | -------- |
| 12/02/2002 | Match amical                                 | Tchéquie   | Larnaca   | 0-2   | 60e      |
| 13/02/2002 | Match amical                                 | Suisse     | Limassol  | 1-2   |          |
| 27/02/2002 | Match amical                                 | Moldavie   | Chișinău  | 2-0   | 73e      |
| 31/05/2005 | Match amical                                 | France     | Metz      | 2-1   | 46e      |
| 04/06/2005 | Éliminatoires Coupe du monde 2006 (Groupe 8) | Islande    | Reykjavik | 2-3   | 35e 75e  |
| 12/10/2005 | Éliminatoires Coupe du monde 2006 (Groupe 8) | Croatie    | Budapest  | 0-0   | 76e      |